# کلاه‌سفیدها (فیلم)
کلاه‌سفیدها (انگلیسی: The White Helmets) فیلمی کوتاه در سبک مستند به کارگردانی اورلاندو فون اینسیدل است که در سال ۲۰۱۶ منتشر شد. این فیلم، فعالیت‌ها و عملیات‌های روزانه گروهی از داوطلبان امدادرسانی وابسته به دفاع مدنی سوری را نشان می‌دهد که به کلاه‌سفیدها مشهورند.
این فیلم برنده جایزه اسکار بهترین فیلم مستند کوتاه از هشتاد و نهمین دوره جوایز اسکار شده‌است.